# Tydal
Tydal (en same du Sud : Tydaelie) est une commune norvégienne située dans le comté de Trøndelag, dont le centre administratif est Ås. Elle fait partie de la région du Stjørdalen.

## Géographie
La commune s'étend sur 1 328,59 km2 dans le sud-est du comté et est frontalière de la Suède. Son territoire montagneux et couvert de forêts est traversé par les rivières Tya et Nea. Le nord est occupé par le parc national de Skarvan et Roltdalen.
Elle comprend les villages de  Ås, Aunet, Gressli, Østby et Stugudalen. 

## Histoire
Tydal tire son nom de la rivière Tya qui la traverse. Elle est érigée en commune distincte le 1er janvier 1901 par détachement de celle de Selbu.